# Crime 101
Crime 101 es una próxima película policial dirigida por Bart Layton. Es una adaptación de la novela de Don Winslow Crime 101 y está protagonizada por Chris Hemsworth, Mark Ruffalo, Barry Keoghan, Halle Berry y Monica Barbaro.

## Reparto
- Chris Hemsworth como Davis, un ladrón de joyas.
- Mark Ruffalo como el detective Lou Lubesnick.
- Barry Keoghan
- Halle Berry
- Monica Barbaro
- Corey Hawkins
- Jennifer Jason Leigh
- Nick Nolte
- Tate Donovan
- Payman Maadi
- Babak Tafti
- Deborah Hedwall
- Devon Bostick
- Paul Adelstein
- Drew Powell
- Matthew del Negro
- John Douglas

## Producción
La película está desarrollada por las compañías británicas Raw, Working Title Films y The Story Factory y dirigida por Bart Layton para Amazon MGM Studios. Layton adaptó la novela de Don Winslow con contribuciones de Peter Straughan. Los productores incluyen a Eric Fellner, Tim Bevan, Dimitri Doganis, Derrin Schlesinger, Shane Salerno y Layton. Mark Ruffalo, Chris Hemsworth y Barry Keoghan protagonizan la película, y Hemsworth también produce junto a Ben Grayson. Amazon ganó una guerra de ofertas por los derechos de la novela en 2023, con Pedro Pascal originalmente en conversaciones para protagonizar junto a Hemsworth antes de abandonar debido a conflictos de programación. En octubre, Halle Berry, Corey Hawkins y Monica Barbaro se unieron al elenco en papeles no revelados. El rodaje comenzó en octubre de 2024, en Los Ángeles. En noviembre, Jennifer Jason Leigh, Nick Nolte, Tate Donovan, Babak Tafti, Payman Maadi, Deborah Hedwall, Devon Bostick, Paul Adelstein, Drew Powell y Matthew del Negro completan el reparto. Jacob Secher Schulsinger es el editor.

## Lanzamiento
Está previsto que Crime 101 se estrene en Estados Unidos en 2026, después de haber estado inicialmente prevista para 2025.